# Diecezja Phát Diệm
Diecezja Phát Diệm (łac. Dioecesis de Phat Diem, wiet. Giáo phận Phát Diệm, chiń. 發艷) – diecezja rzymskokatolicka w Wietnamie. Powstała w 1901 jako wikariat apostolski Tonkingu Nadmorskiego. Przemianowana na wikariat Phát Diệm w 1924. Diecezja od 1960.

## Lista biskupów
- Jean-Pierre-Alexandre Marcou, † (1901–1935)
- Giovanni Battista Nguyễn Bá Tòng † (1935–1945)
- Taddeo Lê Hữu Từ, O.Cist. † (1945–1959)
- Paul Bùi Chu Tạo † (1959–1998)
- Joseph Nguyễn Văn Yến (1998–2007)
- Joseph Nguyễn Năng (2009–2019)
- Peter Kiều Công Tùng (od 2023)